# FK Pardubice 1899
FK Pardubice 1899 byl český fotbalový klub z Pardubic. Nejúspěšnější sezónu měl klub v roce 1968/69, kdy neúspěšně působil v nejvyšší soutěži a po roce opět klub sestoupil. Po většinu existence se klub pohyboval mezi 2. a 3. nejvyšší soutěží. V současné době klub nemá zastoupení v mužské kategorii. Název klubu obsahuje rok založení nejslavnějšího pardubického fotbalového klubu SK Pardubice založeného roku 1899, k jehož tradici se klub hlásí. V roce 2017 přešli všechni hráči do Sokola Rosice nad Labem a klub tedy přestal vyvíjet sportovní činnost.

## Historické názvy
- 1925 — SK Explosia Semtín
- 1948 — DSO Synthesia Semtín Pardubice
- 1950 — TJ Chemik Semtín Pardubice
- 1953 — TJ Jiskra Semtín Pardubice
- 1958 — TJ VCHZ Pardubice sloučení s DSO Jiskra Rybitví
- 1961 — sloučení s Duklou Pardubice
- 1990 — TJ Synthesia Pardubice
- 1993 — SK Pardubice
- 1997 — FK DROPA Pardubice 1899
- 1999 — FK Pardubice 1899